# رودو سلطان
رودو سلطان (به انگلیسی: Rodu Sultan) یک شهر در پاکستان است که در پنجاب واقع شده‌است.